# Io sono la vendetta
Io sono la vendetta (Revenge R Us) è il sessantanovesimo racconto della collana Piccoli brividi, dello scrittore statunitense R. L. Stine.

## Trama
La dodicenne Wade Brill ha in testa un solo obiettivo: vendicarsi per tutti i dispetti che il fratello Micah le fa ogni giorno. Nonostante tutti gli sforzi di Wade di far notare ai genitori la colpevolezza di Micah, questi riesce sempre a cavarsela perché è un ragazzo modello, studioso e popolare. Un giorno, dopo che Micah gli ha completamente inzuppato il prendisole, Wade si cambia nel bagno della casa della sua amica Erin e, tra alcune riviste, vede una piccola inserzione che attira la sua attenzione, poiché presenta la scritta "IO SONO LA VENDETTA". Così, il giorno dopo, Wade e il suo amico Carl Jeffers si recano in Flamingo Road, dove dovrebbe trovarsi la presunta sede di "IO SONO LA VENDETTA", e si ritrovano in un enorme campo di roulotte e caravan; arrivano quindi al numero 45 dove fanno la conoscenza di Iris, una bizzarra e lugubre donnetta dai lunghi capelli neri che porta un corvo di nome Maggie sulla spalla. La donna dice che può realizzare qualunque tipo di vendetta dietro un ovvio compenso ma Wade, non avendo soldi, è costretta a chiederlo gratuitamente; Iris acconsente, dicendo alla ragazza che avrebbero pensato al pagamento in un secondo momento, e le chiede di toccare per tre volte il dorso del suo corvo per far avverare la vendetta scelta: un prurito terribile ai danni di Micah.
Tornata a casa, Micah non viene colpito da nessun prurito...ma Wade sì! Con un prurito tremendo su tutto il corpo, Wade riesce a raggiungere il caravan di Iris e a spezzare l'incantesimo. A quel punto, però, Iris avverte Wade che questa sarà l'ultima vendetta che le offrirà gratis: far cadere i capelli a Micah. Anche stavolta, però, l'incantesimo ha effetti su Wade, facendole crescere orribili peli su tutto il corpo, tanto da farla sembrare un mostro peloso. Raggiunto ancora una volta il caravan di Iris, con Carl, non trovando la donna Wade tocca Maggie tre volte ma, con orrore, l'incantesimo si trasmette a Carl, su cui iniziano a crescere peli neri. Grazie però al provvidenziale intervento di Iris, i due riescono a tornare normali. A quel punto Iris afferma che, molto probabilmente, gli incantesimi colpiscono Wade anziché Micah perché effettuati nel caravan e dunque le consiglia di tornare a casa, rassicurandola riguardo al compimento della sua vendetta. Infatti, la sera stessa, Micah esce di casa e non torna più, il che lascia molto preoccupata Wade, poiché Iris le aveva detto, sorridente, che presto "i suoi problemi sarebbero spariti". Quando poi Wade ritorna da Iris questa le confessa che sua sorella, Paula, le aveva rubato Minnie, la sorella di Maggie, che aveva poteri ben più potenti di quelli di Maggie e per questo gli incantesimi non le sono mai riusciti a dovere. Per questo motivo Iris chiede a Wade di riportarle Minnie, in cambio avrebbe fatto ritornare Micah.
Penetrata nella lugubre casa di Paula, situata a poca distanza dalla sua, Wade riesce a prendere la gabbia contenente Minnie ma viene sorpresa da Paula che, in realtà, è Micah travestito: il fratello, infatti, le confessa che si era accordato con Iris per vendicarsi, avendola pagata trecento dollari, e che tutta la storia di Paula e Minnie era solo una messinscena (infatti il corvo preso da Wade era comune e senza alcun potere). Wade decide però di tenere lo stesso il corvo, scambiandolo con Maggie e, con sua sorpresa, toccandole il dorso tre volte, ogni suo desiderio si realizza: appena ordina infatti a Micah di eseguire capriole questi le esegue ubbidiente. Dopo aver trasformato Micah prima in un lumacone e poi in una rana, Wade non si accorge che Iris è giunta a casa sua, imbestialita per il furto di Maggie. Non appena cerca di riprendersela, però, Wade si oppone, ignorando però che i desideri che Maggie può realizzare sono solo tre al giorno, mentre il quarto si ritorce contro chi lo ha effettuato: avendo Wade espresso il desiderio di tramutare Iris in rana, al quarto è Wade a subire la metamorfosi, trasformandosi in un corvo nero.

## Personaggi
- Wade Brill: la protagonista del racconto, perennemente in lite con il fratello Micah e desiderosa di vendicarsi.
- Micah Brill: il fratello maggiore di Wade, da tutti considerato come un esempio da seguire.
- Iris: una bizzarra fattucchiera che gestisce un'associazione chiamata "IO SONO LA VENDETTA". Possiede un corvo di nome Maggie, il quale è in grado di realizzare qualsiasi tipo di vendetta.
- Carl Jeffers: il migliore amico di Wade.
- Erin: la migliore amica di Wade.

## Edizioni
- R. L. Stine, Io sono la vendetta, traduzione di Cristina Scalabrini, collana Piccoli brividi, Arnoldo Mondadori Editore, 2000,  p. 154, ISBN 88-04-47987-6.